# プロフェッサー樋口のMR.マンデー
プロフェッサー樋口のMR.マンデー（ぷろふぇっさーひぐちのみすたーまんでー）は、2010年9月27日まで南海放送ラジオで放送されていた聴取者参加型トーク番組。原則として生放送である。番組名や放送時間が度々変わりながらも継続されていた、いわゆる「樋口・田中枠」。愛媛県内のケーブルテレビ局ではサイマル放送も実施されていた。

## 概要
前番組は、「〜ラジオ症候群〜土曜はどーよ?!」。2009年プロ野球シーズン入りに伴い、放送曜日を移動、タイトルを変更した。
夜間帯にもかかわらず、お便りは電子メール、FAX、郵便のほか、電話でも受け付けているのが特徴である。
通常放送・サイマル放送ともに、南海放送PALスタジオ（ラジオ専用スタジオ）を使用する。
番組開始時からスポンサーがついておらず、番組本編中はスポットCMを含めたコマーシャル放送がなかった。番組中にスポンサー募集中であることをほろめかす発言もあり、番組最終回間際の放送でも触れていた。

## 履歴
- 2009年4月　このタイトルでの放送開始。新たに四国中央テレビとのサイマル放送を開始。
- 2009年10月　プチリニューアル。新コーナーを追加。新たに新居浜ハートネットワークと今治CATVでサイマル放送を開始。
- 2010年(詳細時期不明)から、サイマル放送が毎週に拡大する一方、今治CATVがサイマル放送を中止する。
- 2010年9月27日の放送をもって番組終了。

## パーソナリティ
- 樋口康一　タイトル通り、愛媛大学法文学部人文学科人間科学講座の教授(professor)。
- 田中節子　産業カウンセラー　実際には上位資格「シニア産業カウンセラー」を有する。

## コーナー名
- 昭和の○○

昭和の様々な事象をテーマに便りを募る。
- タジャレで作ろうプロフェッサー的世界地図（略称：ダジャレだ国）

世界の国名でダジャレを考えて送ってもらう。毎週最優秀賞を樋口が選び、選ばれた聴取者には南海放送キャラクター「ウィット君」グッズが進呈される。
- 今週のニュースにイチャモン「言ったるでー」

2009年10月からの新コーナー。一週間のニュースを振り返り、主に樋口がコメントを語る。
- 樋口康一の言語学うんちく講座

2009年10月からの新コーナー。タイトル通り、言語学を専門とする樋口が、言語学についてのうんちくを語る。月1回はモンゴル語講座に差し替えとなる。サイマル放送が月1回の時は、サイマル放送時にモンゴル語講座を行っていたが、サイマル放送が毎週になるとサイマル放送でもこのコーナーが放送されることがあった。
- 樋口康一のモンゴル語講座

樋口が田中にモンゴル語を教えるコーナー。
なお、前番組からの流れで、流れる音楽は「昭和」時代のものがほとんどである。過去の「樋口・田中枠」では「R-40指定（番組）」のキャッチコピーを使用していたが、この番組になってからはあまり使われなくなった。

## サイマル放送
南海放送ラジオのマルチメディア化へ向けた実験的な取り組みとして、本番組が抜擢された。開始当初は月の最終放送日もしくは第4週放送日が原則としてケーブルテレビ局とのサイマル放送となっていたが、変更となる場合もあった。
当初、南海放送ラジオとは「愛媛新聞ニュース」などで関係がある愛媛新聞社系列の「愛媛CATV」からスタートし、その後同じく愛媛新聞社系列の「四国中央テレビ」でもサイマル放送を開始した。その後、今治CATV、ハートネットワークが続いた。
ラジオのみ放送時は、樋口・田中が机をはさんで着席するが、サイマル放送では、テレビカメラを意識してか、横に並んで着席する。番組名等を明記した横断幕がタイトル看板代わりに設置されるほかは、特別な番組セットなどは用意されない。Suono Dolceや超!A&G+の簡易動画つき番組に近いスタイルであるが、テロップはオープニングとエンディング以外はほとんど使わず、手書きのフリップを使うどころは「今夜も生でさだまさし」のスタイルに似ていた。
なお、この番組他1番組で開始した南海放送ラジオとCATVとのサイマル放送は、2010年10月から愛媛CATVが「ウィットチャンネル」を開設し、南海放送ラジオの主要番組に拡大するなど発展している。サイマル放送では先駆者だったこの番組は、皮肉にもウィットチャンネルのスタート直前に幕を閉じた。
なお、サイマル放送の有無にかかわらず、放送中の様子は、PALスタジオライブカメラで見ることができた。南海放送ホームページからアクセスできた。

## パーソナリティ欠席時の対応
当初は生放送を敢行し、欠席のパーソナリティは一部分に電話出演する場合が多かった。欠席パーソナリティの代わりに代打パーソナリティが入ることも多かった。しかし、2人とも都合が悪い場合は、録音放送になることがあり、その際はお手紙やメールを指定期日までに送って欲しいと告知していた。
なお、樋口が欠席した場合は、出張先等でお土産を買ってきて、生放送復帰時にリスナーにプレゼントするのがお約束となっている。樋口の欠席は、職業柄海外出張によるものが多く、お土産もそれにちなんだものとなる。なお、お土産代は、毎回ポケットマネーより捻出していると、番組内で語られている。